# Даль, Аслёуг
Аслёуг Даль (норв. Aslaug Dahl; род. 23 марта 1949 года, Нессебю) — норвежская лыжница, призёрка Олимпийских игр в Саппоро.
На Олимпиаде-1972 в Саппоро завоевала бронзу в эстафетной гонке, а также заняла 8-е место в гонке на 5 км и 6-е место в гонке на 10 км.
Лучший результат на чемпионатах мира, 4-е место в эстафете на чемпионате мира-1970 в Высоких Татрах.